# アンティーリンク
株式会社アンティーリンク（Antylink, Inc.）は、東京都豊島区に本店を置く古銭・古紙幣・金貨・銀貨等の買取を専門とする企業である。2012年6月の設立以来、店頭・出張・郵送・LINE査定など多様な買取サービスを提供している。代表取締役は渡邉博。
同社は日本貨幣商協同組合（JNDA）の加盟店であり、公式サイトで毎日更新される買取価格表の公開や、YouTube・Xによる情報発信を行っている。近年は従来の古銭・古紙幣に加え、骨董品や貴金属分野への事業拡大も図っている。

## 沿革
- 2012年6月6日 - 東京都豊島区で設立、古銭の郵送買取サービスを開始 - 2015年 - LINE査定サービスを導入 - 2018年 - 公式サイトで毎日更新の「古銭買取価格表」の公開を開始 - 2020年 - YouTube公式チャンネルでの解説動画配信を開始 - 2025年 - 貴金属・骨董分野への本格参入

## 事業内容

### 古銭・古紙幣・金貨・銀貨買取
主力事業として、江戸時代から明治時代、大正時代、昭和時代の各時代の古銭・古紙幣の買取を行っている。また、現代の金貨・銀貨、オリンピック記念硬貨や地方自治法施行60周年記念貨幣なども取扱対象としている。同社は金銀相場に連動した自社データベースを構築し、毎日更新される買取価格表を公式サイトで公開している。

### 貴金属買取
2025年以降、従来の古銭・金貨・銀貨に加えて、金銀プラチナ製品等の貴金属買取にも本格参入している。

### 骨董品等への拡張
近年は陶磁器、掛け軸、茶道具などの骨董品分野への事業拡大も進めており、古物業界における総合買取企業としての地位確立を目指している。

## サービス

### 店頭買取
東京都豊島区南池袋の本店において、完全予約制での店頭買取サービスを提供している。東京都公安委員会による古物商許可（第305512317004号）を取得している。

### 出張買取
出張買取サービスを実施しており、全国からの相談に対応している。

### 郵送・LINE査定
郵送買取サービスと、LINE上で画像を送付することで即日見積りを受けられるオンライン査定サービスを展開している。

## 専門性・加盟団体
同社は日本貨幣商協同組合（JNDA）の正式加盟店として認定されており、業界内での信頼性確保に努めている。同組合への加盟により、古銭・古紙幣の鑑定における専門性と信頼性の向上を図っている。

## 社会貢献活動
同社は金銀リサイクルの促進と古物の再流通を通じた持続可能な開発目標（SDGs）への貢献を掲げ、環境負荷軽減に取り組んでいる。また、古銭や貨幣の歴史的価値についての教育活動も行っている。

## メディア出演
同社は古銭・古紙幣の専門知識を活かし、多数のテレビ番組に出演している。主な出演番組は以下の通り。
- お掃除で日本を学ぶTravis Japanの蔵ピカ - 二宮ん家 - newsランナー - 電話deランクイーン - 見つけた！お札のギモンを深掘り解決！～まだ知らないお札のストーリー～ - ABEMA的ニュースショー - 今日ドキッ！ - THE 神業チャレンジ - キントレ - ソレダメ！ - 再現できたら100万円！THE神業チャレンジ - 俺の家の話
1. ↑  株式会社アンティーリンク公式サイト 2025年1月4日閲覧。
2. ↑  「古銭買取専門店『アンティーリンク』の事業展開について」 PR TIMES 2024年7月5日、2025年1月4日閲覧。
3. ↑  日本貨幣商協同組合 加盟店リスト 2025年1月4日閲覧。
4. ↑  「古銭買取業界の動向について」 Trendy-News 2023年10月12日、2025年1月4日閲覧。
5. ↑  「事業領域拡大に関する発表」 Excite×PR TIMES 2024年7月5日、2025年1月4日閲覧。
6. ↑  「古銭買取専門店『アンティーリンク』の事業展開について」 PR TIMES 2024年7月5日、2025年1月4日閲覧。
7. ↑  「古銭カテゴリ成長企業の動向」 Recycle通信 2024年5月20日、2025年1月4日閲覧。
8. ↑  株式会社アンティーリンク公式サイト 2025年1月4日閲覧。
9. ↑  「古銭カテゴリ成長企業の動向」 Recycle通信 2024年5月20日、2025年1月4日閲覧。
10. ↑  「事業領域拡大に関する発表」 Excite×PR TIMES 2024年7月5日、2025年1月4日閲覧。
11. ↑  株式会社アンティーリンク公式サイト 2025年1月4日閲覧。
12. ↑  株式会社アンティーリンク公式サイト 2025年1月4日閲覧。
13. ↑  日本貨幣商協同組合 加盟店リスト 2025年1月4日閲覧。
14. ↑  「古銭買取業界の動向について」 Trendy-News 2023年10月12日、2025年1月4日閲覧。
15. ↑  株式会社アンティーリンク メディア実績 2025年1月4日閲覧。
16. ↑  「古銭買取業界の動向と専門店の取り組み」 FNNプライムオンライン 2024年2月16日、2025年1月4日閲覧。
17. ↑  ABEMA TIMES 2025年1月4日閲覧。
18. ↑  「お札の記番号を見ればお年玉が増えるかも！？」 データズー 2025年1月4日閲覧。